# Кейси Новак
Кейси Новак (англ. Casey Novak) — персонаж американского телесериала «Закон и порядок: Специальный корпус», роль исполняет актриса Дайан Нил.

## Биография
Молодая и целеустремленная, помощник окружного прокурора, Кейси Новак старается не давать волю своим эмоциям, тем самым часто находится под влиянием преступлений, с которыми ей приходится иметь дело. Кейси Новак строго следует закону и делит мир на черное и белое не вдаваясь в подробности дел с которыми работает. Она не испытывает сострадания к подозреваемым, Новак предпочитает следовать закону, нежели разобраться в каждом отдельном случае.

## Отношения
В одном из эпизодов выясняется, что Кейси, учась на последнем курсе юридического факультета, была помолвлена с молодым человеком по имени Чарли, страдавшим шизофренией. Она разорвала отношения, когда его проблемы с болезнью усугубились. В будущем она расскажет Оливии Бенсон, что Чарли напал на неё в её собственном доме во время очередного припадка.

## Интересные факты
Дайан Нил уже появлялась в одном из эпизодов сериала ранее, в эпизоде «Ridicule» она сыграла роль женщины-насильника, Амелии Чейз, которая под давлением Александры Кэбот признает себя виновной.